# بویوک‌چکمجه
بویوک چکمجه (ترکی استانبولی: Büyükçekmece) از ناحیه‌های قسمت اروپایی استانبول که در استان استانبول از ناحیه مرمره قرار گرفته‌است. طبق آخرین سرشماری به سال ۲۰۲۲ میلادی این ناحیه ۳۰۱٬۰۷۷ نفر جمعیت دارد.